# Bariofarmacoalumita
La bariofarmacoalumita és un mineral de la classe dels fosfats, que pertany al grup de la farmacoalumita. Rep el nom en al·lusió a la seva composició, sent l'anàleg amb bari de la farmacoalumita, on el bari substitueix el potassi.

## Característiques
La bariofarmacoalumita és un fosfat de fórmula química Ba0.5Al₄(AsO₄)₃(OH)₄·4H₂O. Va ser aprovada com a espècie vàlida per l'Associació Mineralògica Internacional l'any 2010. Cristal·litza en el sistema isomètric. La seva duresa a l'escala de Mohs és 3,5.
Segons la classificació de Nickel-Strunz, la bariofarmacoalumita pertany a «08.DK - Fosfats, etc, amb cations de mida mitjana i gran, (OH, etc.):RO₄ > 1:1 i < 2:1» juntament amb els següents minerals: richelsdorfita, bariofarmacosiderita, farmacosiderita, natrofarmacosiderita, hidroniofarmacosiderita, farmacoalumita, natrofarmacoalumita, burangaïta, dufrenita, natrodufrenita, matioliïta, gayita, kidwel·lita, bleasdaleïta, matulaïta i krasnovita.

## Formació i jaciments
Va ser descoberta a la mina Cap Garonne, situada a la localitat de Le Pradet, al departament de Var (Provença – Alps – Costa Blava, França). També ha estat descrita en dues mines properes a la localitat tipus, així com en altres indrets a Àustria, Alemanya, Itàlia i Xile.